# Falkland Palace
Falkland Palace er et kongeligt palads tilhørende Skotlands konger, der ligger i Falkland i Fife, Skotland. Det var et af Marie Stuart favoritsteder, der gav hende ro fra politisk og religiøs uro.
I dag forvaltes det af Ninian Stuart, der uddelegere de fleste af driftsopgaverne til National Trust for Scotland. Det er en af de mest besøgte af trustens ejendomme.
Chapel Royal i paladset er dedikeret til apostlen Thomas, og det er åbent for offentligheder og reserveret til katolske gudstjenester.